# Feldberg (Bayerische Rhön)
Der Feldberg ist ein 570,2 m ü. NHN  hoher Berg in der Bayerischen Rhön nordöstlich von Sandberg und südlich des Ortsteils Kilianshof. Der Feldberg stellt einen südöstlichen Ausläufer des Kreuzbergs dar. 
Der Feldberg bei Sandberg in der Bayerischen Rhön ist nicht zu verwechseln mit dem Feldberg (Hessische Rhön) bei Sandberg (Gersfeld).